# Evgenij Fëdorovič Svetlanov
Evgenij Fëdorovič Svetlanov in russo Евгений Фёдорович Светланов? (Mosca, 6 settembre 1928 – Mosca, 3 maggio 2002) è stato un compositore e direttore d'orchestra russo, fino al 1991 sovietico.

## Biografia
Studiò dapprima all'istituto Gnessin e poi al Conservatorio di Mosca sotto la guida di Jurij Aleksandrovič Šaporin. Si dedicò inizialmente alla composizione, mettendosi in luce per la sua adesione alla scuola nazionale russa non priva però di accenti e soluzioni ispirate al linguaggio di Prokof'ev. Passato poi alla direzione d'orchestra, fu direttore dell'orchestra della Radiotelevisione dell'URSS e poi dell'orchestra del Teatro Bol'šoj, dal 1955 al 1962. Fu anche direttore stabile dell'Orchestra Sinfonica Accademica di Stato della Russia "Evgenij Svetlanov"orchestra sinfonica di stato dell'URSS (ora Orchestra sinfonica di Stato della Russia (1965-1979). Nel 1964 guidò la tournée del Bol'šoj in Italia, destando anche in questa occasione l'unanime apprezzamento del pubblico e della critica. Venne insignito del titolo di artista del popolo dell'URSS.
Nel 2000 venne licenziato dal ministro della cultura della Russia, Michail Švydkoj, dall'Orchestra sinfonica di Stato della Russia per il motivo addotto che Svetlanov avesse passato troppo tempo a dirigere all'estero e poco tempo a Mosca. Era particolarmente noto per le sue interpretazioni di opere russe, avendo diretto l'intera gamma della musica russa, da Michail Glinka ad oggi. Fu anche uno dei pochi direttori d'orchestra russi a dirigere l'intera produzione sinfonica di Gustav Mahler. Dotato di un gesto assai espressivo e di immediata comunicativa, compì delle tournée in tutto il mondo, cogliendo ovunque consensi. Era anche un apprezzato pianista, notevoli sono le due registrazioni di Sergej Rachmaninov Trio per piano N.2 in re minore, e un disco di Nikolaj Medtner, musica per pianoforte.

## Composizioni
- 1948 - Quartetto d'archi
- 1952 - Daugava, poema sinfonico
- 1953-54 - Fantasia siberiana per grande orchestra (composta con Igor Jakušenko)
- 1954 - Quadri di Spagna (Rapsodia No. 1 per grande orchestra)
- 1956 - Sinfonia in Si minore Op. 13
- 1966 - Preludi (Sei riflessioni sinfoniche)
- 1975 - Variazioni russe per arpa e orchestra
- 1976 - Concerto per pianoforte
- Poema festivo Op. 9

## Curiosità
Il primo Airbus A330 per Aeroflot è stato chiamato con il suo nome.